# EnCicla
EnCicla es el sistema público de bicicletas compartidas del Valle de Aburrá, gestionado por el Área Metropolitana del Valle de Aburrá como parte de su política de movilidad sostenible e integración territorial. Su operación es gratuita para los usuarios registrados y se articula como un componente del Sistema Integrado de Transporte del Valle de Aburrá —SITVA—, con interoperabilidad tecnológica respecto a otros modos de transporte masivo.
Fue concebido originalmente en 2010 como un prototipo académico desarrollado en la Universidad EAFIT, y comenzó a operar en 2011 mediante un convenio interinstitucional con el Área Metropolitana. Desde entonces, ha pasado por diversas fases de expansión, automatización e innovación tecnológica, hasta consolidarse como uno de los sistemas de bicicletas públicas más amplios y avanzados de América Latina.
El sistema fue inaugurado el 7 de octubre de 2011 en la ciudad de Medellín, y desde entonces se ha ampliado progresivamente a los demás municipios del valle de Aburrá. Actualmente cuenta con 98 estaciones, más de 1 700 bicicletas, y una red que prioriza la movilidad sostenible, la intermodalidad y el acceso gratuito mediante registro previo.
EnCicla cuenta con estaciones automáticas y manuales distribuidas en Medellín y los demás municipios metropolitanos, una flota de bicicletas mecánicas y eléctricas, y herramientas digitales para la gestión operativa y el acceso ciudadano. Entre estas herramientas se destaca la aplicación móvil EnCicla 24/7, disponible para dispositivos Android e iOS, que permite a los usuarios registrarse, localizar estaciones cercanas, consultar disponibilidad en tiempo real y planificar recorridos. Su implementación ha sido reconocida por su impacto ambiental, su contribución a la movilidad intermodal y su modelo de gestión pública sustentable.
EnCicla ha sido reconocido como uno de los primeros sistemas públicos de bicicletas completamente integrados al transporte metropolitano en América Latina, y su infraestructura ha sido incorporada en las políticas regionales de movilidad, sostenibilidad y espacio público.

## Funcionamiento
EnCicla opera como un sistema público de bicicletas compartidas de uso gratuito, cuyo acceso está condicionado al cumplimiento de ciertas normas de registro, tiempo de uso y devolución. Su estructura técnica contempla dos tipos de estaciones: manuales y automáticas, integradas en una red distribuida por Medellín y varios municipios del Valle de Aburrá. 

### Modalidades de préstamo
El préstamo de bicicletas puede realizarse en estaciones de operación manual o automática. En las primeras, el proceso es asistido por personal del sistema —denominado anfitrión—, quien verifica la identidad del usuario mediante la presentación de la tarjeta Cívica personalizada, documento expedido por el Sistema Integrado de Transporte del Valle de Aburrá —SITVA—, o en casos específicos, con un documento de identidad adicional. En las estaciones automáticas, el usuario lleva a cabo el procedimiento de forma autónoma, aproximando la tarjeta a un lector o tótem habilitado, lo que permite liberar una bicicleta disponible.

### Requisitos de uso
El acceso al sistema requiere estar previamente registrado y contar con una tarjeta Cívica personalizada. El registro está habilitado para residentes y visitantes del Valle de Aburrá, incluidos turistas, quienes deben presentar documento de identidad válido, número telefónico local y dirección de estadía temporal. La inscripción puede realizarse a través del portal web oficial de EnCicla o en puntos físicos autorizados.

### Condiciones de uso
Cada préstamo tiene una duración máxima de 60 minutos continuos. El sistema permite múltiples viajes diarios, siempre que entre cada uno se cumpla el procedimiento de devolución en una estación habilitada. El incumplimiento de los tiempos establecidos puede acarrear restricciones temporales de uso o sanciones administrativas. En el caso de las bicicletas eléctricas, disponibles en algunas estaciones del sur del Valle de Aburrá, se exige un nivel de batería mínimo del 30 % para autorizar su retiro.

### Consulta de disponibilidad
El sistema cuenta con herramientas digitales para la consulta en tiempo real de la disponibilidad de bicicletas y espacios de anclaje. Esta información puede ser consultada a través del sitio web oficial de EnCicla o mediante la aplicación móvil EnCicla 24/7. Estas plataformas permiten a los usuarios planificar trayectos, identificar estaciones cercanas y evaluar la oferta operativa en tiempo real.

### Aplicación EnCicla 24/7
La aplicación móvil EnCicla 24/7, disponible para Android e iOS, permite realizar la mayoría de las operaciones del sistema de forma autónoma. A través de esta herramienta digital, los usuarios pueden registrarse, consultar disponibilidad en tiempo real, localizar estaciones cercanas y planificar rutas integradas con otros modos de transporte.
A través del aplicativo móvil EnCicla 24/7, el proceso de inscripción puede realizarse en línea mediante la validación de identidad con la cédula de ciudadanía o extranjería. La plataforma solicita información básica como nombre completo, correo electrónico, número de celular y fotografía del documento. Una vez completado el formulario, el sistema activa un perfil de usuario con el cual se pueden realizar préstamos sin necesidad de portar la tarjeta Cívica, ya que el aplicativo permite el desbloqueo de bicicletas mediante código QR o validación por proximidad. El perfil creado en la aplicación se sincroniza automáticamente con el sistema central de EnCicla, lo cual permite consultar datos desde el sitio web oficial y gestionar bloqueos, reportes o solicitudes de servicio desde ambos canales.

### Flujo de operación
El sistema EnCicla opera bajo una lógica de préstamo y devolución de bicicletas públicas que combina accesibilidad, tecnología y normativa para garantizar un servicio eficiente y sostenible:
1. Registro y acceso: El usuario debe registrarse previamente en el sitio web oficial o a través de la aplicación móvil EnCicla 24/7 la cual está disponible en App Store y Google Play. Los pasos para el registro incluyen validación de identidad mediante la tarjeta Cívica o documento de identificación para turistas, y confirmación de datos personales.[16][18]
2. Consulta y localización de estaciones: A través del aplicativo, el usuario puede comprobar en tiempo real la disponibilidad de bicicletas y puestos en las estaciones, direcciones y horarios de funcionamiento[19][20]
3. Préstamo de bicicleta: Para retirar una bicicleta, el usuario personaliza la terminal, ya sea ésta manual o automática; con la tarjeta Cívica o el aplicativo. En estaciones automáticas, la terminal libera la bicicleta una vez validada la autorización.
4. Uso y límites de tiempo: El uso es gratuito, con un tiempo máximo por préstamo que es generalmente 60 minutos, antes de incurrir en sanciones. Se fomenta el retorno ágil para mantener la disponibilidad.
5. Devolución: El usuario regresa la bicicleta directamente en cualquier estación del sistema. En estaciones automáticas, el sistema confirma el anclaje correcto y cierra el préstamo.
6. Gestión operativa y monitoreo: La aplicación permite al personal del sistema supervisar el estado de las bicicletas, identificar fallas y gestionar redistribución entre estaciones para equilibrar oferta y demanda.[21]
7. Reportes y estadísticas: El aplicativo incluye herramientas para que los usuarios reporten incidentes o desperfectos. Además, se registran métricas como número de préstamos diarios y uso por estación, lo cual permite optimizar el servicio.
8. Aplicación móvil: La app EnCicla 24/7 permite ejecutar todas las etapas del servicio desde un único entorno digital. A través de esta herramienta se pueden realizar registros, desbloqueo de bicicletas, planificación de trayectos y reporte de incidentes. Además, actúa como medio de validación autónomo, sin requerir tarjeta física.[15][22]

Esta dinámica de operación permite articular el sistema EnCicla con otras formas de transporte sostenible, fomentando su integración intermodal con el Sistema de Transporte Masivo del Valle de Aburrá —SITVA—, rutas alimentadoras, corredores peatonales y ciclorrutas urbanas.

## Historia
El sistema EnCicla ha tenido una evolución progresiva desde su gestación como proyecto universitario hasta consolidarse como componente estructural del Sistema Integrado de Transporte del Valle de Aburrá —SITVA—. A lo largo de más de una década, ha transitado por fases de prototipado, implementación piloto, expansión metropolitana, automatización tecnológica y consolidación operativa, enmarcadas por políticas públicas de movilidad sostenible y articulación institucional con el Área Metropolitana del Valle de Aburrá —AMVA—. Esta sección presenta una descripción cronológica y temática de los principales momentos de su desarrollo.

### Antecedentes
La iniciativa EnCicla tuvo su origen en el proyecto universitario «Bici‑k», desarrollado por estudiantes del pregrado en ingeniería de diseño de producto de la Universidad EAFIT en Medellín. Esta propuesta consistía en la creación de un sistema público de bicicletas para la ciudad, inspirado en experiencias internacionales como las de Barcelona (bicing), Lyon (Vélo'v) y París (Vélib'), pero adaptado a las características topográficas, sociales y culturales del contexto metropolitano del Valle de Aburrá.
El desarrollo técnico y conceptual del prototipo fue liderado por un equipo de estudiantes y docentes que contó con el respaldo de la Dirección de Innovación y el Centro de Estudios Urbanos y Ambientales (Urbam) de EAFIT, así como con la participación de investigadores del Instituto de Estudios Metropolitanos. A partir de este proceso académico se consolidó una propuesta que articulaba elementos de diseño industrial, planeación urbana, sostenibilidad ambiental y tecnología aplicada al transporte urbano.
El éxito del prototipo académico, sumado a la pertinencia del proyecto en el contexto de las políticas públicas de movilidad sostenible, motivó a la Universidad EAFIT a buscar la articulación con entidades gubernamentales para su implementación real. Esta búsqueda derivó en la firma de un convenio interinstitucional con el Área Metropolitana del Valle de Aburrá —AMVA—, que en ese momento ya había formulado su Plan Estratégico Metropolitano de Movilidad Sostenible —PEMMS— y contaba con competencias en materia de transporte público, espacio público y calidad del aire.
1. ↑  La sigla «Urbam» no responde a un acrónimo convencional, sino que deriva de la combinación de las palabras «urbanos» y «ambientales». Corresponde al Centro de Estudios Urbanos y Ambientales de la Universidad EAFIT, una unidad académica interdisciplinaria dedicada a la investigación, docencia y consultoría en temas de urbanismo, medio ambiente, movilidad y desarrollo territorial.

### Implementación inicial
La prueba piloto operó principalmente con estación tipo «manual», donde personal denominado «anfitriones» entregaba las bicicletas y registraba los préstamos mediante dispositivos móviles. 
En esta etapa inicial, la operación fue posible gracias a una alianza estratégica entre la Universidad EAFIT —que aportó el diseño técnico y la infraestructura académica— y el Área Metropolitana del Valle de Aburrá, que asumió la financiación y coordinación operativa del proyecto.
Durante 2012 se amplió la red a zonas como Moravia, Ruta N y Floresta, y se implementaron tramos de ciclorrutas interconectadas y señalización para ciclistas en ejes universitarios.
En 2013, EnCicla alcanzó las 13 estaciones en operación y una flota de 425 bicicletas. Esta expansión coincidió con el inicio de la articulación técnica del sistema con el Sistema Integrado de Transporte del Valle de Aburrá –SITVA–, mediante procesos de interoperabilidad tecnológica y planificación de nodos de intercambio.
Durante el año 2014 se introdujeron por primera vez las estaciones automáticas, lo que representó un cambio significativo en el modelo operativo. Al finalizar ese año, el sistema contaba con 51 estaciones, de las cuales 32 eran automáticas y 19 continuaban funcionando de manera manual, y alcanzaba una flota de 1 100 bicicletas disponibles para préstamo.
En 2015 se implementó la integración con la tarjeta Cívica como medio único de autenticación para los usuarios, lo cual facilitó los procesos de préstamo y mejoró la trazabilidad del sistema. Esta innovación tecnológica produjo un crecimiento inmediato en la demanda: los préstamos se incrementaron en un 60 % en comparación con los periodos anteriores.

### Expansión metropolitana
Entre 2017 y 2019, el sistema experimentó una expansión estratégica hacia los municipios del sur y norte del Valle de Aburrá. Se instalaron estaciones en Envigado, Itagüí, Sabaneta, La Estrella, Bello, Copacabana, Girardota, Barbosa y Caldas, consolidando a EnCicla como el sistema de bicicletas compartidas de alcance metropolitano más grande de América Latina.
Este crecimiento estuvo acompañado de ajustes logísticos, convenios interadministrativos con los municipios participantes y fortalecimiento de los procesos de mantenimiento y redistribución de flota.

### Consolidación del sistema
En contextos recientes se desarrolló un software propio para controlar toda la operación del sistema, reemplazando plataformas externas y mejorando interoperabilidad y estabilidad técnica en las estaciones automáticas y manuales.
En 2020, la operación del sistema se vio afectada por la pandemia de COVID‑19, lo cual redujo significativamente la demanda de usuarios. Sin embargo, la recuperación fue progresiva: para 2023 el sistema contaba con más de 114 000 usuarios activos, 103 estaciones operativas y un promedio diario de 7 600 préstamos, consolidando su estabilidad técnica y administrativa.

### Actualización tecnológica
Desde sus primeras fases, el sistema EnCicla ha incorporado procesos de modernización tecnológica que han permitido mejorar su eficiencia operativa, ampliar su cobertura y facilitar el acceso de los usuarios. Estas actualizaciones incluyen el desarrollo de soluciones propias de software, la automatización progresiva de estaciones y la implementación de herramientas digitales para la gestión en tiempo real del servicio.
Una de las principales innovaciones fue la transición hacia un sistema de estaciones automáticas, que comenzó en 2014 y permitió disminuir la dependencia de personal operativo, agilizar los procesos de préstamo y ampliar la disponibilidad horaria. Estas estaciones están equipadas con terminales de autogestión, lectores de tarjeta Cívica y sensores de anclaje, lo cual garantiza mayor control sobre el estado de las bicicletas y la trazabilidad de los préstamos.
En años recientes, el Área Metropolitana del Valle de Aburrá desarrolló una plataforma informática propia para el control integral del sistema, con el fin de reemplazar proveedores externos y fortalecer la autonomía tecnológica del servicio. Este software administra tanto las estaciones manuales como automáticas, integrando módulos de registro, validación de usuarios, gestión de flota y reportes estadísticos.
En cuanto a canales de acceso, EnCicla ha incorporado la aplicación móvil EnCicla 24/7, disponible para sistemas Android e iOS, que permite a los usuarios consultar la disponibilidad de bicicletas y puestos, planificar rutas y reportar fallas en tiempo real. Asimismo, se ha perfeccionado la interoperabilidad con la tarjeta Cívica y con otros sistemas digitales del SITVA, fortaleciendo la lógica de integración intermodal.
Una innovación reciente ha sido la incorporación de bicicletas eléctricas en algunas estaciones del sur del Valle de Aburrá, especialmente en zonas de topografía pronunciada. Estas bicicletas están dotadas de sensores de batería y requerimientos técnicos específicos para su préstamo, como un nivel mínimo de carga y control automatizado de devolución.

### Sostenibilidad operativa
El sistema EnCicla fue concebido no sólo como una alternativa de movilidad sostenible, sino también como un modelo de operación sustentable a largo plazo en términos técnicos, institucionales y económicos. La sostenibilidad operativa del sistema ha sido uno de los ejes estratégicos del Área Metropolitana del Valle de Aburrá, que actúa como autoridad gestora y responsable directa de su funcionamiento.
En términos institucionales, EnCicla cuenta con una estructura de gobernanza que articula a los municipios del área metropolitana a través de convenios interadministrativos, con responsabilidades diferenciadas en materia de infraestructura, logística y cultura ciudadana. Esta estructura ha permitido una expansión gradual, controlada y con respaldo presupuestal en cada una de sus fases.
Desde el punto de vista técnico, el sistema ha avanzado en procesos de mantenimiento preventivo y correctivo de bicicletas y estaciones, la redistribución periódica de flota para balancear la oferta, y el monitoreo permanente de la operación mediante herramientas digitales propias. El personal operativo cuenta con protocolos definidos para la atención de emergencias, identificación de fallas y actualización de datos en campo.
La gratuidad del servicio ha sido uno de los elementos distintivos de EnCicla frente a otros sistemas de bicicletas públicas en América Latina. Aunque representa un reto financiero, ha sido sostenida mediante recursos públicos del presupuesto del Área Metropolitana, lo que se justifica por el impacto ambiental, social y en salud pública que genera. La gratuidad también fomenta la equidad en el acceso, especialmente entre poblaciones con menor capacidad adquisitiva.
Adicionalmente, se han adelantado campañas de sensibilización sobre el uso adecuado del sistema, lo cual ha contribuido a disminuir las tasas de vandalismo y pérdida de bicicletas, y a fortalecer el sentido de pertenencia ciudadana. Estas acciones, junto con el fortalecimiento de la vigilancia tecnológica y el control operativo, han consolidado a EnCicla como uno de los sistemas de bicicletas compartidas más robustos y sostenibles de la región.

### Cronología
A lo largo de su trayectoria institucional, el sistema EnCicla ha experimentado transformaciones progresivas en su cobertura, tecnología y gestión operativa. Estas etapas han estado marcadas por decisiones estratégicas del Área Metropolitana del Valle de Aburrá y por hitos relevantes en materia de movilidad sostenible, planificación regional e innovación tecnológica. La siguiente cronología resume los principales acontecimientos que han definido la evolución del sistema desde su concepción hasta su consolidación como componente estructural del SITVA.
| Año       | Hito |
| --------- | --- |
| 2010      | Diseño del prototipo «Bici‑k» como proyecto de grado de estudiantes de la Universidad EAFIT.                                                         |
| 2011      | Implementación del piloto del sistema EnCicla en convenio con el Área Metropolitana del Valle de Aburrá —seis estaciones manuales y 145 bicicletas—. |
| 2012      | Primera expansión: integración con Ruta N, Moravia, Floresta y Suramericana; señalización ciclista y tramos de ciclorrutas interconectadas.          |
| 2013      | Ampliación a 13 estaciones y 425 bicicletas. Inicio de articulación técnica con el SITVA.                                                            |
| 2014      | Introducción de estaciones automáticas. El sistema alcanza 51 estaciones (32 automáticas y 19 manuales) y 1100 bicicletas.                           |
| 2015      | Integración de la tarjeta Cívica como medio único de autenticación. Incremento del 60 % en los préstamos.                                            |
| 2017–2019 | Consolidación metropolitana: ingreso de estaciones en Envigado, Itagüí, Sabaneta, La Estrella, Bello, Copacabana, Girardota, Barbosa y Caldas.       |
| 2020      | Afectación operativa durante la pandemia de COVID‑19. Caída temporal de la demanda diaria.                                                           |
| 2023      | Reactivación del sistema: más de 100 estaciones, 114 000 usuarios activos y desarrollo de plataforma propia de gestión.                              |
| 2024      | Implementación total del software propio del AMVA y estabilización de 103 estaciones con control digital unificado.                                  |
| 2025      | Inclusión de bicicletas eléctricas en estaciones del sur del Valle de Aburrá con control automatizado de carga.                                      |

## Estaciones
El sistema EnCicla cuenta con dos tipos de estaciones: manuales y automáticas. Las estaciones manuales operan con la asistencia de personal en sitio —denominado «anfitriones»— que gestiona los préstamos y devoluciones mediante dispositivos móviles. Por su parte, las estaciones automáticas funcionan de manera autónoma mediante módulos de autogestión, lectores de tarjeta Cívica y sensores de anclaje, lo que permite su operación continua sin intervención humana directa.
Ambos tipos de estación están distribuidos estratégicamente en Medellín y otros municipios del Valle de Aburrá, considerando criterios de cobertura territorial, proximidad a centros educativos, intermodalidad y articulación con corredores de transporte público y tramos de ciclorruta. A continuación se presenta la distribución actual de estaciones por zonas geográficas y municipios:
| Municipio   | Nº de estaciones | Tipo predominante      | Nº total aproximado de puestos |
| ----------- | ---------------- | ---------------------- | ------------------------------ |
| Medellín    | 80+              | Automáticas            | 1000+                          |
| Envigado    | 12               | Automáticas            | 150+                           |
| Itagüí      | 12               | Automáticas            | 140+                           |
| Sabaneta    | 10               | Automáticas / Manuales | 120+                           |
| La Estrella | 5                | Automáticas / Manuales | 80+                            |
| Bello       | 7                | Automáticas / Manuales | 130+                           |
| Caldas      | 3                | Automáticas            | 47                             |
| Copacabana  | 3                | Automáticas            | 50+                            |
| Girardota   | 3                | Automáticas            | 35                             |
| Barbosa     | 3                | Automáticas            | 30+                            |

Las estaciones de EnCicla se presentan a continuación organizadas en tablas según su ubicación geográfica. En primer lugar, se agrupan por zonas operativas dentro del municipio de Medellín, de la zona 1 a la zona 6, conforme a la clasificación utilizada por el sistema. Posteriormente, se listan las estaciones ubicadas en los demás municipios del Área Metropolitana del Valle de Aburrá. Cada tabla incluye el nombre de la estación, el tipo de tecnología empleada (automática o manual), el número de puestos disponibles, la dirección aproximada y algunas indicaciones de referencia para su localización.

### Zona 1. Nororiental
| Nombre                                | Tipo       | Puestos | Dirección           | Indicaciones                                                                                       |
| ------------------------------------- | ---------- | ------- | ------------------- | -------------------------------------------------------------------------------------------------- |
| Universidad                           | Manual     | —       | Calle 73 # 52-2     | Bajo el viaducto de la estación Universidad del Metro.                                             |
| Ruta N                                | Automática | 21      | Carrera 52 # 67A-13 | Frente a la fachada principal de la corporación Ruta N sobre la ciclorruta de la Avenida Carabobo. |
| Moravia                               | Manual     | 53      | Calle 82A # 52-29   | Frente a la entrada principal del Centro de Desarrollo Cultural de Moravia.                        |
| Hospital infantil Concejo de Medellín | Manual     | 10      | Calle 72A # 48-70   | Aranjuez, ubicada en la avenida Venezuela, urgencias del hospital infantil Concejo de Medellín.    |

### Zona 2. Noroccidental
| Nombre              | Tipo   | Puestos | Dirección              | Indicaciones                                                                                |
| ------------------- | ------ | ------- | ---------------------- | ------------------------------------------------------------------------------------------- |
| I. U. Pascual Bravo | Manual | —       | Transversal 73         | Junto a la portería peatonal de la institución universitaria Pascual Bravo.                 |
| Colmayor            | Manual | 5       | Calle 65 - carrera 78A | Al frente de la entrada principal del Colegio Mayor.                                        |
| Campus Nacional     | Manual | —       | Calle 59A # 64C - 44   | Portería de la Iguaná con Carrera 65 de la universidad Nacional.                            |
| Bahía vehícular     | Manual | —       | Carrera 72A # 78b      | Ubicada en la carrera 72A, frente a la entrada de urgencias del Hospital Pablo Tobón Uribe. |

### Zona 3. Centro oriental
| Nombre                                        | Tipo       | Puestos | Dirección               | Indicaciones |
| --------------------------------------------- | ---------- | ------- | ----------------------- | --- |
| Teatro Pablo Tobón                            | Automática | 14      | Calle 51 - Carrera 40   | Av. La Playa, ubicada al occidente del Teatro Pablo Tobón Uribe.                                                                   |
| —SIU-UDEA—                                    | Automática | 7       | Carrera 52 # 61 - 21    | Costado oriental de la Sede Investigación Universitaria de la Universidad de Antioquia —SIU-UDEA— sobre la ciclorruta de Carabobo. |
| San Antonio                                   | Automática | —       | Carrera 51 # 46 - 63    | Bajo la estación San Antonio del Metro, costado norte.                                                                             |
| Plaza Mayor                                   | Automática | 16      | Calle 41 # 55 - 80      | Costado sur de Plaza Mayor sobre la avenida Ferrocarril, salida puente peatonal del Metroplús.                                     |
| Plaza de la Libertad                          | Automática | 30      | Calle 42C # 53A - 24    | Costado sur de la plaza de la Libertad al lado de Centro Administrativo La Alpujarra.                                              |
| Playa-SOMA                                    | Automática | 12      | Calle 51                | Entre Carrera 45 y Carrera 46. |
| Pies Descalzos I                              | Automática | 16      | Calle 42A - carrera 57A | En el túnel verde EPM al costado norte del parque de los Pies Descalzos.                                                           |
| Pies Descalzos II                             | Automática | 22      | Calle 42A - carrera 57A | En el túnel verde EPM al costado norte de Pies Descalzos.                                                                          |
| Parque de las Luces I                         | Automática | 28      | Carrera 52A # 44 - 14   | Plaza de Cisneros frente a los edificios Carré y Vásquez, parque de las Luces.                                                     |
| Parque de las Luces II                        | Automática | 24      | Carrera 52A # 44 - 4    | Plaza de Cisneros frente a los edificios Carré y Vásquez, parque de las Luces.                                                     |
| Parque Berrío                                 | Automática | 18      | Carrera 51 # 50 - 82    | Bajo la estación Parque Berrío del Metro, entrada sur.                                                                             |
| Palacio de la Cultura                         | Automática | 8       | Carrera 51 - # 51 - 47  | Diagonal al Palacio de la Cultura Rafael Uribe Uribe. Bajos de la estación Parque Berrío, entrada norte.                           |
| Palacé                                        | Automática | 7       | Calle 35 - # 50 - 77    | Plazuela al frente de la Iglesia del Perpetuo Socorro.                                                                             |
| Museo de Antioquia                            | Manual     | —       | Carrera 52 # 52 - 36    | Plazoleta de Botero frente a la entrada principal del Museo de Antioquia.                                                          |
| Málaga                                        | Automática | 16      | Carrera 51 # 45 - 80    | Bajo la estación San Antonio del Metro.                                                                                            |
| Distrito Creativo                             | Automática | 24      | Carrera 46 # 34 - 46    | Posterior al Hospital General de Medellín.                                                                                         |
| DIAN Alpujarra                                | Automática | 20      | Carrera 52 - calle 42   | Ubicada sobre la calle 42 Carabobo al costado sur de la DIAN.                                                                      |
| Coltejer                                      | Automática | 16      | Calle 52 # 28A - 46     | La Playa con Sucre, cerca al edificio Coltejer.                                                                                    |
| Cisneros                                      | Automática | 16      | Calle 46                | Entre Carreras 55 y 57. Ubicada debajo del viaducto de la estación Cisneros del Metro de Medellín, costado oriental.               |
| Área Metropolitana del Valle de Aburrá - AMVA | Manual     | —       | Calle 41 - carrera 53   | Al frente del edificio del Área Metropolitana del Valle de Aburrá sobre el costado norte de la calle Los Huesos.                   |

### Zona 4 Centro occidental
| Nombre                                  | Tipo       | Puestos | Dirección                        | Indicaciones                                                                                             |
| --------------------------------------- | ---------- | ------- | -------------------------------- | --- |
| Universidad Pontificia                  | Manual     | —       | Carrera 70 # Cq 1 - 50           | Sobre la ciclorruta de la carrera 70 frente a la entrada de la Universidad Pontificia Bolivariana —UPB—. |
| Unicentro                               | Automática | 9       | Calle 34 # 66A - 57              | Frente al Banco de Occidente, al lado del Éxito Unicentro.                                               |
| Suramericana                            | Manual     | —       | Calle 47D # 65 - 92              | Bajo el viaducto de la estación Suramericana del metro.                                                  |
| Segundo parque de Laureles              | Manual     | —       | Transversal 39B - Circular 74A   | Costado oriental del Segundo parque de Laureles con Av. Jardín.                                          |
| Santa Teresita                          | Automática | 12      | Carrera 76 # 34A - 32            | Atrio de la Parroquia Santa Teresita del Niño Jesús sobre la Carrera 76.                                 |
| San Pedro y San Pablo                   | Automática | 33      | Calle 48 - Carrera 77A           | Tres cuadras arriba del Centro Comercial Obelisco al lado de Pura Fruta.                                 |
| San Juan                                | Automática | 12      | Calle 44 - Carrera 70            | Avenida San Juan con Carrera 70 costado sur.                                                             |
| San Joaquín                             | Automática | 8       | Carrera 66B con circulares 2 y 1 | Av. Bolivariana con Circular 2. Costado sur del parque de Los Mangos.                                    |
| Primer parque de Laureles               | Automática | 26      | Carrera 39D # 73 - 95            | Costado norte del Primer parque de Laureles, al borde de la ciclorruta.                                  |
| Pedro Nel Gómez                         | Automática | 23      | Carrera 76 # 39B - 13            | Av. Nutibara, esquina de las instalaciones de TIGO-UNE La América.                                       |
| Parroquia iglesia San Pedro y San Pablo | Automática | —       | Calle 49 - carrera 77C           | Costado sur de la Parroquia San Pedro y San Pablo.                                                       |
| Parque San Joaquín                      | Automática | 19      | Carrera 67A - circular 3         | Parque de San Joaquín con la Circular 3.                                                                 |
| Parque Malibú                           | Automática | —       | Calle 32E - carrera 67           | Al norte del parque de Belén - Malibú.                                                                   |
| Parque la bailarina                     | Automática | 15      | Carrera 45 - calle 7             | En el parque de la Bailarina, junto al parqueadero de la Parroquia Santa María de los Dolores.           |
| Parque de los mangos                    | Automática | 15      | Carrera 66B # 40 - 51            | Av. Bolivariana con Carrera 65, costado norte del parque de los Mangos.                                  |
| Orquídeas - El Diamante                 | Automática | 20      | Carrera 74 # 52 - 100            | Esquina del supermercado Consumo y la unidad Camino de Los Colores.                                      |
| María Mulata                            | Automática | 18      | Calle 44A # 75 - 34              | Parque monumento a la Virgen Mulata, calle 44A con carrera 75.                                           |
| Las piedritas                           | Automática | 10      | Calle 52A - carrera 78B          | Costado occidente del parque de los perros.                                                              |
| La 65                                   | Automática | 8       | Carrera 65 # 44 - 41             | Esquina de la calle 44 San Juan con Carrera 65, en Homecenter.                                           |
| I.U. Salazar y Herrera                  | Automática | 12      | Carrera 70 - transversal 51A     | Frente a la entrada principal de la Institución Universitaria Salazar y Herrera.                         |
| Florida Nueva                           | Automática | 13      | Calle 47 # 72 - 21               | Vía paralela a la calle 47D (Av. Antonio Roldán) y el parque Florida Nueva.                              |
| Floresta                                | Manual     | —       | Calle 48 # 79 - 46               | Bajo el viaducto de la estación Floresta del metro. Entrada oriental.                                    |
| Estadio                                 | Manual     | —       | Calle 47D # 70 - 82              | Bajo el viaducto de la estación Estadio del metro. Entrada occidental.                                   |
| Estación C4TA                           | Manual     | —       | Carrera 95 - calle 42C           | Costado occidental de la ciudadela para la cuarta revolución industrial.                                 |
| Cuatro vientos                          | Automática | 8       | Calle 55 - carrera 77C           | Parque de Los Colores, Laureles, junto a la cancha Cuatro Vientos.                                       |
| Cuarta Brigada                          | Automática | 11      | Calle 49B # 78A - 2              | Cerca de la Cuarta Brigada del Ejército Nacional de Colombia. Costado sur de la zona verde.              |
| Colombia                                | Manual     | —       | Carrera 65 # 50 - 29             | Esquina occidental de la carrera 65 con calle Colombia.                                                  |
| Circular Primera                        | Automática | 19      | Transversal 39B # circular 1     | Portería de la UPB con avenida Nutibara. Frente al edificio de El Tiempo.                                |
| CDM                                     | Automática | 422     | Calle 43 # 69 - 54               | Cerca de la calle San Juan con la carrera 70.                                                            |
| Casa de cultura Los Colores             | Automática | —       | Carrera 77B # 53 - 26            | Frente a la casa de la cultura del barrio Los Colores.                                                   |
| Carlos E. - Otra banda                  | Automática | 29      | Carrera 64B - calle 50           | Parque Carlos E. Restrepo en el costado norte de la avenida Colombia.                                    |
| Calle 51 Los Colores                    | Automática | 15      | Calle 51 - carrera 78B           | Media cuadra debajo de INVIAS. Cerca a glorieta de la calle Colombia con avenida La 80.                  |

### Zona 5 Suroriental
| Nombre                   | Tipo       | Puestos | Dirección               | Indicaciones |
| ------------------------ | ---------- | ------- | ----------------------- | --- |
| Villa Carlota            | Automática | 13      | Carrera 48 # 18 - 100   | Esquina sur del complejo residencial Ciudad del Río. Frente a Servientrega.                                                             |
| Vegas calle 4SUR         | Automática | 27      | Calle 4 SUR             | Bajo el puente de la calle 4 sur con avenida Las Vegas, costado occidental, diagonal a la clínica Las Vegas.                            |
| Telemedellín             | Automática | 16      | Carrera 43F - calle 18  | Entrada al edificio de Telemedellín. |
| Río Aburrá - Sura        | Automática | 15      | Carrera 48 # 27 - 4     | A la entrada del edificio de Salud Sura, sector Industriales sobre la avenida Las Vegas.                                                |
| Politécnico              | Automática | 10      | Carrera 47 - calle 7    | Contigua al puente peatonal del Politécnico Jaime Isaza Cadavid sobre la avenida Las Vegas.                                             |
| Museo de Arte Moderno    | Automática | 19      | Carrera 48 # 19A - 108  | Parque lineal Ciudad del Río en la Plaza Talleres Robledo, sede del Museo de Arte Moderno, sobre la ciclorruta de la avenida Las Vegas. |
| Industriales Punto Clave | Automática | 19      | Carrera 48 # 27 - 86    | Plazoleta del Centro Comercial Punto Clave sobre la avenida Las Vegas.                                                                  |
| Ciudad del Río           | Automática | 17      | Carrera 43F - calle 19A | Parque lineal de Ciudad del Río sobre la carrera 43G.                                                                                   |
| Calle 19 Villa Carlota   | Automática | 12      | Calle 19A - carrera 43F | Diagonal al ingreso Grupo Orbis - Pintuco.                                                                                              |

### Zona 6 Suroccidental
| Nombre                             | Tipo       | Puestos | Dirección                        | Indicaciones                                                                               |
| ---------------------------------- | ---------- | ------- | -------------------------------- | ------------------------------------------------------------------------------------------ |
| Unidad deportiva María Luisa Calle | Manual     | —       | Carrera 70 # 3 - 138             | Entrada principal de la Unidad Deportiva Maria Luisa Calle.                                |
| Unidad deportiva de Belén          | Automática | 9       | Calle 30A # 66B - 18             | Frente a la bolera de la Unidad Deportiva de Belén.                                        |
| Terminal del Sur                   | Automática | 30      | Carrera 67 - calle 10            | Terminal del Sur, sobre el costado sur.                                                    |
| Rosales                            | Manual     | —       | Carrera 70 # 29 - 73             | Esquina de la calle 30 con carrera 70, diagonal a la estación Rosales del Metroplús.       |
| Parques del Río                    | Automática | 15      | Calle 42C - carrera 63AA         | Costado noroccidental de Parques del Río.                                                  |
| Nutibara                           | Automática | 20      | Carrera 65 # 30 - 1              | Costado occidental de la estación Nutibara del Metroplús sobre la carrera 65 con calle 30. |
| La Picacha La 76                   | Automática | 16      | Carrera 76 - # 32BB - 5          | Costado occidental del puente de la carrera 76 con Quebrada La Picacha.                    |
| Industriales Metroplús             | Manual     | —       | Carrera 52 # 29B - 138           | Costado occidental de la estación Industriales del Metroplús.                              |
| Campo Amor                         | Automática | 27      | Calle 5 entre carreras 65E y 65B | Contigua a la cancha Campoamor, cercana a la institución educativa La Salle de Campoamor.  |
| Bulerías                           | Automática | 20      | Diagonal 74B - calle 32F         | Bajo el puente de la avenida Bolivariana, costado sur.                                     |
| Av la 33                           | Manual     | —       | Carrera 65 # 32F - 12            | Costado sur bajo el puente de la carrera 65 con calle 33.                                  |
| Aeroparque Juan Pablo II           | Automática | 13      | Carrera 70 # 16 - 18             | Entrada peatonal al Aeroparque Juan Pablo II sobre la avenida 70.                          |

### Envigado
| Nombre                   | Tipo       | Puestos | Dirección                   | Indicaciones                                                                          |
| ------------------------ | ---------- | ------- | --------------------------- | ------------------------------------------------------------------------------------- |
| Viva Envigado            | Automática | 14      | Calle 32B SUR - carrera 48  | Esquina nororiental del centro comercial Viva Envigado.                               |
| Villas de Vallejuelos    | Automática | 10      | Calle 40 SUR - carrera 45   | Portería urbanización Villas del Vallejuelo, barrio Alcalá.                           |
| Puente Fundadores        | Automática | 20      | Carrera 48 - calle 38 SUR   | Esquina suroriental del Puente Fundadores.                                            |
| Portón de Alcalá         | Automática | 12      | Calle 39A SUR - carrera 43A | Contigua a la urbanización Portón de Alcalá.                                          |
| Parque Débora Arango     | Automática | 18      | Calle 38 SUR - carrera 46   | Costado suroccidental del parque Débora Arango.                                       |
| Metro Envigado Sur       | Automática | 17      | Carrera 49 - calle 39 SUR   | Extremo sur de la estación Envigado del metro, costado oriental.                      |
| Metro Envigado Norte     | Automática | 15      | Carrera 49 - calle 37 SUR   | Extremo norte de la estación Envigado del metro, costado oriental.                    |
| Los Urapanes             | Automática | 13      | Carrera 46A - calle 37 SUR  | Costado occidental del parque Los Urapanes.                                           |
| La Última Estación       | Automática | 19      | Carrera 48 # 39 SUR - 92    | Vía de servicio paralela a la avenida Las Vegas cerca a la calle 39A Sur, ciclorruta. |
| Iglesia Alcalá           | Automática | 17      | Calle 39A SUR - carrera 46A | Contigua a la ciclorruta y a la iglesia Santa Cruz de Alcalá.                         |
| I. E. Manuel Uribe Ángel | Automática | —       | Carrera 44 - calle 38 SUR   | Diagonal a la institución educativa Manuel Uribe Ángel.                               |
| Guanteros                | Automática | 11      | Carrera 43 # 38A SUR - 24   | Al frente de la Personería de Envigado y oficinas de EPM.                             |
| Envigado Centro          | Automática | 15      | Carrera 42 - calle 37 SUR   | Calzada norte del parque principal, salida lateral hacia Medellín.                    |

### Itagüí
| Nombre                 | Tipo       | Puestos | Dirección                        | Indicaciones                                                                    |
| ---------------------- | ---------- | ------- | -------------------------------- | ------------------------------------------------------------------------------- |
| Villa Paula            | Automática | 12      | Calle 55 - carrera 51            | A media cuadra de la Comisaría de Familia y SISBEN en dirección hacia Medellín. |
| Puente Pan de Queso I  | Automática | 12      | Carrera 42 - calle 60 SUR        | Autopista Sur. Salida suroccidente de la estación Envigado del metro.           |
| Puente Pan de Queso II | Automática | 11      | Carrera 42 - calle 60 SUR        | Autopista Sur. Salida suroccidente de la estación Envigado del metro.           |
| Parque del Artista     | Automática | —       | Calle 63 - carrera 52            | En los bajos del puente sobre el parque El Artista.                             |
| Parque de Itagüí       | Automática | 12      | Carrera 51 - calle 51            | Parque principal de Itagüí.                                                     |
| Metroplús CAMI         | Automática | 12      | Carrera 53 # 51A - 29            | A una cuadra hacia la quebrada Doña María del CAMI.                             |
| Metro Itagüí I         | Automática | 15      | Calle 50 - vía interna del metro | Esquina suroccidental de la estación del metro Itagüí. Parqueadero de buses.    |
| Metro Itagüí II        | Automática | 5       | Calle 50 - vía interna del metro | Esquina suroccidental de la estación del metro Itagüí. Parqueadero de buses.    |
| Los Naranjos           | Automática | 7       | Calle 53 - carrera 49            | A una cuadra hacia el parque del supermercado Los Naranjos.                     |
| Ideas                  | Automática | 17      | Calle 51 - carrera 46            | Esquina sur de la Corporación Universitaria Ideas.                              |
| Doña María             | Automática | 4       | Carrera 52B # 56 - 12            | Diagonal al puente de la quebrada Doña María de la calle 56.                    |
| Bahía ciclovía         | Automática | —       | Carrera 42 - calle 51            | En la bahía, frente al depósito de materiales El Titán.                         |

### Girardota
| Nombre                        | Tipo       | Puestos | Dirección              | Indicaciones                                                                                      |
| ----------------------------- | ---------- | ------- | ---------------------- | ------------------------------------------------------------------------------------------------- |
| Unidad deportiva              | Automática | 16      | Calle 12A - carrera 17 | Ubicada en la primera zona de estacionamiento subiendo por la calle 12A, junto al tazón de skate. |
| Parque principal de Girardota | Automática | 8       | Carrera 15 # 6 - 42    | Al costado de la entrada a la iglesia El Señor Caído de Girardota.                                |
| COMFAMA Girardota             | Automática | 11      | Carrera 18 # 5 B       | En la plazoleta frente a la parroquia San Esteban de Hato Grande.                                 |

### Caldas
| Nombre                       | Tipo       | Puestos | Dirección                                | Indicaciones                                                                           |
| ---------------------------- | ---------- | ------- | ---------------------------------------- | -------------------------------------------------------------------------------------- |
| Unidad deportiva de Caldas   | Automática | 12      | Carrera 46 con calles 132 SUR y 132A SUR | Al frente del parque principal de Caldas, contigua al Centro Administrativo Municipal. |
| Parque principal de Caldas   | Automática | 20      | Calle 130 SUR con carrera 49             | Al frente del parque principal de Caldas, contigua al Centro Administrativo Municipal. |
| Hospital San Vicente de Paúl | Automática | 15      | Carrera 48 - Calle 135 SUR               | En la carrera 48 junto al hospital San Vicente de Paúl.                                |

### Bello
| Nombre                      | Tipo       | Puestos | Dirección                | Indicaciones                                                                 |
| --------------------------- | ---------- | ------- | ------------------------ | ---------------------------------------------------------------------------- |
| Tulio Ospina                | Automática | 30      | Avenida 42 - diagonal 50 | Junto a la cancha de fútbol 8 de la unidad deportiva Tulio Ospina.           |
| Puerta del Norte            | Manual     | —       | Diagonal 55 - avenida 37 | En el pasaje peatonal de la quebrada La Señorita entre las avenidas 37 y 38. |
| Parque principal de Bello   | Automática | 13      | Carrera 50 # 50 - 27     | Esquina suroriental del parque principal, frente a la capilla Hato Viejo.    |
| Parque de la Buena Estancia | Automática | —       | Diagonal 55 # 45 - 46    | Entre el parquecito de la 55 y la cancha Prado la 55.                        |
| Metro Bello                 | Manual     | —       | Carrera 46 # 45B-55      | Paradero de buses de la estación Bello, coliseo Manchester.                  |
| Choza Marco Fidel           | Automática | 26      | Avenida 50A # 52 - 44    | Frente al Museo Choza Marco Fidel Suárez.                                    |
| Bulevar carrera 49          | Automática | 20      | Carrera 49 con calle 47  | En la carrera 49 con la calle 47.                                            |

### Copacabana
| Nombre                         | Tipo       | Puestos | Dirección                     | Indicaciones                                                                       |
| ------------------------------ | ---------- | ------- | ----------------------------- | ---------------------------------------------------------------------------------- |
| Shangay                        | Automática | 18      | Carrera 60A # 49A-43          | En el sector Shangay, a una cuadra de la unidad deportiva principal de Copacabana. |
| Parque principal de Copacabana | Automática | —       | Calle 49 con carreras 50 y 51 | Al frente de la parroquia Nuestra Señora de La Asunción; costado superior sur.     |
| La Pedrera                     | Automática | 17      | Carrera 45 con calle 52       | Junto a la Secretaría de Movilidad de Copacabana.                                  |

### Sabaneta
| Nombre              | Tipo       | Puestos | Dirección                  | Indicaciones                                                             |
| ------------------- | ---------- | ------- | -------------------------- | ------------------------------------------------------------------------ |
| Santa Ana           | Automática | —       | Calle 67 SUR - carrera 46  | Barrio Santa Ana, frente al parque infantil.                             |
| Sabaneta metro      | Manual     | —       | Calle 67 SUR - carrera 49  | Ingreso oriental de la estación Sabaneta del metro.                      |
| Sabaneta centro     | Automática | 5       | Calle 72 SUR - carrera 45  | Esquina sur del Palacio Municipal de Sabaneta.                           |
| Puente de la 77 SUR | Automática | 18      | Calle 77 SUR - carrera 48  | Debajo del puente Rafael Uribe Uribe (glorieta del Euro de Sabaneta).    |
| Parque 4 elementos  | Automática | 9       | Calle 66 SUR - carrera 43C | Frente al parque de Los Cuatro Elementos.                                |
| La Barquereña       | Automática | 15      | Calle 68 SUR - carrera 43A | Costado norte de la cancha La Barquereña, junto a la Casa de la Cultura. |
| Entre amigos        | Automática | 14      | Carrera 46B - calle 72 SUR | Cancha Entreamigos - Parque La Turquesa.                                 |
| Calle Nueva         | Automática | 12      | Carrera 46 - calle 77 SUR  | Cerca al restaurante El Llanerito.                                       |
| Biblioteca Sabaneta | Automática | 12      | Calle 75 SUR - carrera 46  | Esquina de la Biblioteca Pública Municipal.                              |
| Aves María          | Automática | 12      | Carrera 45 - calle 74A SUR | Esquina suroccidental del Éxito de Sabaneta.                             |

### La Estrella
| Nombre                       | Tipo       | Puestos | Dirección                                         | Indicaciones                                                                         |
| ---------------------------- | ---------- | ------- | ------------------------------------------------- | ------------------------------------------------------------------------------------ |
| San Cayetano                 | Manual     | —       | Calle 77 SUR - río Medellín                       | Estación La Estrella del metro, costado occidental.                                  |
| Parque principal La Estrella | Manual     | —       | Carrera 60 con calle 80 SUR                       | Ubicada en el parque principal de La Estrella, junto a la Casa Consistorial.         |
| Paraná                       | Automática | 20      | Carrera 52D # 75AB SUR - 80                       | Frente al conjunto residencial Paraná, a media cuadra del bulevar Suramérica.        |
| Mall Plaza 77                | Automática | 20      | Calle 77 SUR # 50 - 7                             | En el sendero peatonal de la calle 77 SUR, frente al centro comercial Mall Plaza 77. |
| Estación metro La Estrella   | Automática | —       | Plazoleta oriental estación del metro La Estrella | Ubicada en la plazoleta oriental de la estación del metro La Estrella.               |

### Barbosa
| Nombre                      | Tipo       | Puestos | Dirección               | Indicaciones                                                                                |
| --------------------------- | ---------- | ------- | ----------------------- | ------------------------------------------------------------------------------------------- |
| Parque principal de Barbosa | Automática | —       | Carrera 14 con calle 15 | Ubicado en el parque principal Simón Bolívar, frente a la iglesia, costado derecho.         |
| Parque Diego Echavarría     | Automática | 10      | Carrera 10 con calle 15 | Ubicada en el parque Diego Echavarría, frente a la Fundación San Pedro Claver.              |
| Los Búcaros                 | Automática | 14      | Calle 20 con carrera 19 | En la unidad deportiva Los Búcaros, por el costado de las canchas de fútbol de la calle 20. |

## Características técnicas
El sistema EnCicla cuenta con una infraestructura técnica diseñada para garantizar la eficiencia operativa, la trazabilidad del servicio y la interoperabilidad con otros componentes del SITVA. Su arquitectura combina estaciones automáticas y manuales, software propio de gestión, herramientas digitales de acceso ciudadano y una flota diferenciada de bicicletas mecánicas y eléctricas.
El componente digital del sistema ha evolucionado con la incorporación de la aplicación móvil EnCicla 24/7, disponible para dispositivos Android e iOS. Esta herramienta permite a los usuarios consultar disponibilidad de bicicletas, planificar recorridos y desbloquear bicicletas directamente desde sus teléfonos mediante códigos QR, sin necesidad de portar la tarjeta Cívica. La inscripción se realiza de forma totalmente digital desde la aplicación, mediante validación de identidad con documento oficial y verificación de datos personales. El perfil del usuario queda sincronizado con el sistema central de EnCicla, lo que permite acceder a reportes, estadísticas y servicios tanto desde la app como desde el sitio web institucional.

### Estaciones
Las estaciones manuales están operadas por personal denominado «anfitriones», encargado de registrar los préstamos y devoluciones mediante dispositivos móviles. Por su parte, las estaciones automáticas funcionan de manera autónoma y están dotadas de módulos de autogestión, lectores de tarjeta Cívica, sensores de anclaje, sistema de energía solar y conexión remota con el centro de control.
Cada estación —sea automática o manual— está compuesta por módulos de anclaje, soportes estructurales, señalética informativa y sistemas de comunicación remota. En algunos casos, cuentan con paneles solares para autoabastecimiento energético. La ubicación de las estaciones responde a criterios técnicos relacionados con cobertura territorial, intermodalidad, proximidad a centros educativos, y articulación con corredores de transporte público y ciclorrutas.

### Software y gestión operativa
El software de gestión fue desarrollado internamente por el Área Metropolitana del Valle de Aburrá, con el objetivo de garantizar independencia tecnológica y mayor capacidad de respuesta ante fallos. Esta plataforma administra tanto las estaciones como la base de datos de usuarios, el control de flota, los reportes estadísticos y las alertas operativas. También se conecta con la aplicación móvil EnCicla 24/7, que ofrece información en tiempo real sobre disponibilidad de bicicletas, puestos, rutas y condiciones del servicio.

### Bicicletas
La flota está compuesta por bicicletas mecánicas convencionales y bicicletas eléctricas de pedaleo asistido. Las bicicletas mecánicas cuentan con estructura de aluminio, sistema de transmisión de una sola velocidad, frenos de llanta y sillín ajustable. Las eléctricas incorporan un motor eléctrico,  batería recargable, panel de control y sensores de carga. Ambos tipos de bicicleta están identificados mediante códigos únicos, y se someten a mantenimiento preventivo y correctivo por parte del equipo técnico del sistema.

### Aplicación móvil EnCicla 24/7
En octubre de 2023, el Área Metropolitana del Valle de Aburrá puso en operación la aplicación EnCicla 24/7, que permite reemplazar el uso de la tarjeta Cívica para retirar bicicletas, ofreciendo una alternativa digital integral para gestionar el acceso al sistema.
Entre sus funciones principales se encuentran:
- Préstamo de bicicletas mediante el móvil sin depender de la tarjeta Cívica.
- Consulta en tiempo real de disponibilidad de bicicletas y puntos de anclaje en las estaciones.
- Planificación de trayectos dentro de la red de ciclorrutas, con estimación de tiempo y rutas más seguras.
- Reportes ciudadanos sobre fallos en estaciones, bicicletas, actos vandálicos o falta de disponibilidad.[33]

Desde su lanzamiento preliminar en Android en enero de 2023, la aplicación logró más de 100 descargas en su fase de pruebas inicial. Para octubre de ese año, también estuvo disponible en iOS, con requisitos mínimos de Android 5.1 (22 MB) y iOS 16.1 (85,4 MB).
La aplicación se integró con las funciones del sistema Área 24/7, herramienta institucional más amplia que permite consultar horarios del SITVA, calidad del aire, biodiversidad local y hábitos de consumo sostenible en el territorio metropolitano.
En cuanto a recepción entre los usuarios, la aplicación tiene una calificación promedio de 4,0 estrellas en App Store, aunque algunos comentarios mencionan dificultades durante la inscripción o registro a través del dispositivo móvil.

#### Valor agregado técnico y operatividad
La aplicación móvil incorporó, desde su fase de implementación, actualizaciones constantes en el sistema operativo del SITVA, permitiendo que los tótems de las estaciones automáticas se comuniquen directamente con el centro de control. Esto posibilitó funciones como cambiar la clave de usuario directamente desde la estación, en lugar del celular; detectar fallas de enganche en tiempo real y emitirse alertas automáticas cuando las bicis no podían ser retiradas o ancladas.
La digitalización a través de EnCicla 24/7 ha ampliado la intermodalidad y autonomía del usuario, reduciendo la dependencia de agentes humanos o materiales físicos, y facilitando el acceso al servicio en horarios extendidos, planificaciones personales y reportes inmediatos de incidentes.

## Impacto y evaluación del sistema
Desde su implementación, EnCicla ha tenido un impacto sustancial en la movilidad urbana del Valle de Aburrá, posicionándose como un componente estructural del Sistema Integrado de Transporte del Valle de Aburrá —SITVA—. Su enfoque en la movilidad sostenible ha contribuido a diversificar la matriz modal, reducir emisiones contaminantes, fomentar hábitos saludables y mejorar la accesibilidad territorial.

### Uso y percepción ciudadana
EnCicla ha logrado una adopción significativa por parte de la ciudadanía. Para 2021, el sistema superó los cinco millones de préstamos acumulados desde su inicio, con un promedio diario de 14 000 viajes. Los niveles de satisfacción reportados son altos, particularmente en aspectos como accesibilidad, comodidad y facilidad de uso. La gratuidad del servicio, además, ha sido identificada como un factor clave de su apropiación social, al eliminar barreras económicas y fomentar su uso cotidiano.
Encuestas institucionales realizadas por el Área Metropolitana del Valle de Aburrá destacan que la mayoría de usuarios utiliza el sistema como medio de transporte principal para acceder a lugares de estudio o trabajo, lo que lo convierte en una herramienta efectiva para la movilidad intermodal.
En términos de equidad territorial, EnCicla ha ampliado su cobertura hacia sectores tradicionalmente marginados, favoreciendo la conectividad entre barrios periféricos, zonas universitarias, centros administrativos y estaciones del sistema masivo de transporte.

### Beneficios ambientales
Uno de los objetivos centrales de EnCicla ha sido contribuir a la sostenibilidad ambiental del territorio metropolitano. Según datos del programa EnCicla del AMVA, entre 2011 y 2021 se dejaron de emitir más de 10 544 toneladas de CO2, al sustituir viajes que habrían sido realizados en vehículos motorizados.
Asimismo, el uso extendido de la bicicleta como medio de transporte ha tenido beneficios colaterales en términos de calidad del aire y reducción de la contaminación acústica en el Valle de Aburrá. Estas externalidades positivas concuerdan con los objetivos del Plan Integral de Gestión de la Calidad del Aire –PIGECA– adoptado en 2017, cuyo eje 3 promueve activamente la reducción de viajes motorizados contaminantes.

## Gobernanza y financiación
El sistema EnCicla es propiedad del Área Metropolitana del Valle de Aburrá —AMVA—, entidad responsable de su operación y anexión al sistema SITVA. La gestión operativa se realiza mediante contratos interinstitucionales, incluido un convenio de 2023 con la Universidad de Antioquia, la Universidad EAFIT y la Universidad Nacional de Colombia sede Medellín, para la prestación técnica y logística del servicio.
La planificación institucional se sitúa dentro del marco del Plan Maestro de Movilidad Sostenible del Valle de Aburrá —PMB2030—, que define esquemas de financiamiento, gobernanza y articulación con los demás modos del SITVA.
El financiamiento del sistema proviene principalmente del presupuesto anual del AMVA. Además, ha contado con recursos del Fondo de Estabilización Tarifaria, aportes del Sistema General de Regalías y partidas vinculadas a proyectos de movilidad sostenible.
Un aspecto relevante de gobernanza y financiación se evidencia en proyectos de inclusión tecnológica: por ejemplo, el desarrollo innovador de dispositivos eléctricos asistivos para personas con movilidad reducida se ejecutó mediante un convenio entre el AMVA y Ruta N con una inversión cercana a 250 millones de pesos, aporte público claro que involucró universidades locales.
El Plan de Gestión institucional 2016‑2019 del AMVA destinó cerca del 20 % de la inversión en movilidad sostenible a la ampliación del sistema EnCicla, dentro de un portafolio que alcanzaba el 49 % del presupuesto total en movilidad. Esto refleja un modelo de asignación presupuestal público sostenido.

## Proyectos y expansión futura
El desarrollo futuro de EnCicla está orientado por el Plan Maestro de la Bicicleta 2030 —PMB2030—, una hoja de ruta institucional que define las metas de consolidación, expansión y modernización del sistema en coherencia con la política pública de movilidad sostenible del Valle de Aburrá.

### Ampliación de cobertura
Uno de los principales objetivos estratégicos del PMB2030 es alcanzar una cobertura más amplia, equitativa y territorialmente integrada. Se proyecta la implementación de al menos 300 estaciones nuevas, priorizando corredores con alta demanda, zonas universitarias, áreas con déficit de transporte y nodos de conexión intermodal.
Entre las zonas de interés se incluyen las comunas periféricas de Medellín, los corredores de conexión entre el norte y el sur del distrito, como la Avenida Regional y la Autopista Sur, así como sectores en crecimiento urbano de municipios como Bello, Itagüí, Envigado y Sabaneta. También se prevé fortalecer la conexión con troncales de Metroplús, estaciones de teleférico y rutas alimentadoras.

### Integración metropolitana
El PMB2030 contempla la consolidación de EnCicla como un sistema plenamente metropolitano. Para ello, se propone el diseño de una red de estaciones estratégicas que facilite el tránsito intermunicipal en bicicleta pública, integrando estaciones entre límites urbanos y promoviendo conexiones de largo alcance. Esta estrategia incluye el fortalecimiento de infraestructuras como ciclorrutas regionales, corredores verdes, intercambiadores modales y parqueaderos de bicicletas en estaciones del SITVA.
Asimismo, se plantean mecanismos de interoperabilidad técnica, institucional y tarifaria que garanticen la articulación de EnCicla con otros modos de transporte, consolidando su función como componente estructural de la movilidad integrada del Valle de Aburrá.

### Innovación tecnológica
La modernización del sistema constituye otro eje prioritario. Se busca actualizar los módulos de anclaje, fortalecer la seguridad física de los componentes, desarrollar plataformas digitales más robustas y ampliar el uso de datos abiertos para el monitoreo en tiempo real. También se contempla la incorporación progresiva de bicicletas eléctricas y adaptadas, así como la implementación de soluciones de inteligencia artificial y analítica avanzada para la optimización operativa.
Estas iniciativas tienen como propósito mejorar la experiencia del usuario, incrementar la eficiencia del sistema y fortalecer los mecanismos de gestión, mantenimiento y trazabilidad del servicio.

## Críticas
En los últimos años, EnCicla ha sido objeto de fuertes críticas por diversos problemas operativos, técnicos y organizativos que han afectado su funcionalidad y percepción pública.

### Deterioro y disponibilidad limitada
Informes oficiales del Área Metropolitana han revelado que sólo el 42 % de las bicicletas estaban operativas en mayo de 2024; el resto estaban fuera de servicio, ya sea por robo, mantenimiento o retiro por vida útil cumplida. Además, el 87 % de las estaciones presentaban daños estructurales y fallas tecnológicas, y 25 estaban fuera de servicio.

### Fallos técnicos y quejas ciudadanas
Durante 2021, se registraron 2 409 fallas reportadas en estaciones automáticas entre junio y agosto, principalmente vinculadas al software, conectividad, enganche y desenganche de bicicletas. Usuarios también han denunciado fallas como frenos, sillines y cambios defectuosos, e incluso accidentes relacionados con la ruptura de algunos modelos de bicicleta.

### Vandalismo y abandono institucional
Un reportaje de El Colombiano documentó que 22 000 usuarios se vieron afectados por vandalismo que dejó 15 estaciones sin funcionamiento, mientras algunas estaban destruidas o sin bicicletas. También se denunciaron retrasos en habilitar estaciones construidas desde 2019.

### Crisis de confianza y financiamiento insuficiente
Aunque se invirtieron más de $15 000 millones de pesos colombianos para su recuperación, en 2025 el número de usuarios activos cayó un 50 % respecto a cifras prepandemia, y se evidenció una disminución del presupuesto operativo en un 25 %. Según líderes políticos como el exconcejal de Medellín Daniel Duque y el exsecretario de movilidad de Medellín Carlos Cadena, el sistema atraviesa una de sus peores etapas, pese al interés ciudadano en la bicicleta urbana.
Además, algunas estaciones instaladas en municipios como Bello y Sabaneta no entraron en operación por fallas de planificación, lo que generó detrimento patrimonial y prolongado abandono.

### Respuesta institucional
Ante la crítica sobre la baja disponibilidad de bicicletas, el Área Metropolitana del Valle de Aburrá —AMVA— reconoció que, en mayo de 2024, apenas el 42 % de la flota estaba operativa, 1 122 de un total de 2 629 bicicletas; y que el 87 % de las estaciones presentaba daños estructurales, con 25 completamente fuera de servicio. La entidad anunció una inversión de aproximadamente $15 000 millones de pesos colombianos para su recuperación y mejoramiento.
En respuesta al deterioro operativo, se implementó un plan de mantenimiento para más de 133 estaciones y la reposición progresiva de repuestos, incluyendo reparación de tótems y módulos de anclaje. AMVA justificó los retrasos en la puesta en funcionamiento de nuevas unidades por problemas contractuales con proveedores y la incompatibilidad tecnológica entre diferentes licitaciones.
Además, se informó que un lote de 663 bicicletas recién adquiridas en 2023 aún no había sido estrenado debido a problemas operativos, ya que solo 524 podían ser usadas por dificultades técnicas o estructurales. También se almacenaron temporalmente unidades adicionales en Barbosa por falta de espacio operativo adecuado.
Según la entidad, los principales factores que generaron los problemas fueron:
- el vandalismo y el hurto generalizado de bicicletas y componentes,
- la falta de repuestos por la escasez internacional,
- la coexistencia de cuatro tecnologías distintas que dificultaban el diagnóstico operativo,
- y retrasos en el cumplimiento contractual por parte del proveedor original.[58]

La directora del AMVA, Paula Andrea Palacio, afirmó que el sistema no está de capa caída y que su recuperación es un proceso gradual que puede tomar más de un año, dada la magnitud del deterioro acumulado. La entidad también subrayó que se adelantaron reuniones con proveedores para actualizar el software y cambiar chips en bicicletas, con el fin de restablecer la operatividad completa.